# Jutta Hausmann
Jutta Hausmann (* 1951) ist eine deutsche evangelische Theologin.

## Leben
Hausmann studierte Evangelische Theologie, wurde 1986 an der Friedrich-Alexander-Universität Erlangen-Nürnberg zum Dr. theol. promoviert und habilitierte sich 1992 an der Augustana-Hochschule Neuendettelsau. Nach einer Assistenzprofessur an der Universität Bayreuth wurde sie 1994 zur Professorin für Altes Testament an der Evangelisch-Lutherischen Theologischen Universität Budapest berufen. 2017 wurde sie emeritiert.

## Publikationen (Auswahl)
- Israels Rest. Studien zum Selbstverständnis der nachexilischen Gemeinde. Stuttgart 1987, ISBN 3-17-009843-8.
- Studien zum Menschenbild der älteren Weisheit. (Spr 10ff.). Tübingen 1995, ISBN 3-16-146145-2.
- Rut. Miteinander auf dem Weg. Leipzig 2005, ISBN 3-374-02278-2.
- mit Dieter Vieweger, Friedhelm Hartenstein, Siegfried Kreuzer, Wilhelm Pratscher: Proseminar I. Altes Testament. Ein Arbeitsbuch. Stuttgart 2019, ISBN 3-17-033277-5.